# Rund um den Finanzplatz Eschborn-Frankfurt 2011
Il Rund um den Finanzplatz Eschborn-Frankfurt 2011, cinquantesima edizione della corsa, valido come evento del circuito UCI Europe Tour 2011 categoria 1.HC, si svolse il 1º maggio 2011 per un percorso di 201,5 km. Fu vinto dal tedesco John Degenkolb, che giunse al traguardo in 4h 50' 49" alla media di 41,573 km/h.
Al traguardo 76 ciclisti portarono a termine la gara.

## Ordine d'arrivo (Top 10)
| Pos. | Corridore         | Squadra         | Tempo    |
| ---- | ----------------- | --------------- | -------- |
| 1    | John Degenkolb    | HTC-Highroad    | 4h50'49" |
| 2    | Jérôme Baugnies   | Topsport Vl.    | s.t.     |
| 3    | Michael Matthews  | Rabobank        | s.t.     |
| 4    | Davy Commeyne     | Landbouwkrediet | s.t.     |
| 5    | Laurent Pichon    | Bretagne        | s.t.     |
| 6    | Marco Marcato     | Vacansoleil     | s.t.     |
| 7    | Laurent Mangel    | Saur-Sojasun    | s.t.     |
| 8    | Simon Geschke     | Skil-Shimano    | s.t.     |
| 9    | Andreas Dietziker | Team NetApp     | s.t.     |
| 10   | Danilo Hondo      | Lampre-ISD      | s.t.     |